# Kalman Rothschild
Baron Carl Mayer von Rothschild (ur. 24 kwietnia 1788, zm. 10 marca 1855) – niemiecki bankier pochodzenia żydowskiego, założyciel oddziału banku rodziny Rothschildów w Neapolu.
Urodził się we Frankfurcie nad Menem jako czwarty z pięciu synów Mayera Rothschilda (1743-1812) i Gutlé Schnapper (1753-1849). Przez dwadzieścia dziewięć lat mieszkał z rodzicami, ucząc się w tym czasie bankierskiej profesji. 16 września 1818 roku ożenił się z Adelheid Herz (1800-1853). Mieli piątkę dzieci:
- Charlotte (1819-1884), która poślubiła Lionela de Rothschilda
- Mayera Carla (1820-1886)
- Adolfa Carla (1823-1900)
- Wilhelma Carla (1828-1901)
- Anselma Alexandra Carla (1835-1854)

Rodzina Rothschildów dążyła do rozszerzenia działalności swojego banku w Europie. W tym celu synowie Mayera Rothschilda utworzyli oddziały w większych miastach zachodniej Europy. Jednym z tych miast był Neapol, gdzie w 1821 roku swój oddział założył Carl. W tym czasie Królestwo Neapolu było pod okupacją austriacką. Karl był uważany za najmniej utalentowanego z pięciu braci, jednak w Neapolu wykazał się niezwykłą przedsiębiorczością i umiejętnością zdobywania kontaktów biznesowych m.in. z Luigi de Medici, ministrem finansów królestwa.
W 1822 roku Carl i jego czterej bracia uzyskali tytuły szlacheckie Reichsfreiherra z rąk cesarza Austrii Franciszka II Habsburga.
W 1853 roku umarła jego żona Adelheid, rok później jego osiemnastoletni syn Anselm. W 1855 umiera sam Carl. Jego majątek w jednej siódmej przypadł Charlotte, resztą podzielili się jej bracia. Adolf objął po ojcu interes w Neapolu, zaś Wilhelm i Mayer wrócili do Frankfurtu nad Menem.